# Chalid as-Sahli
Chalid as-Sahli (ur. 31 grudnia 1984) – marokański zapaśnik walczący w stylu klasycznym. Zajął 23. miejsce na mistrzostwach świata w 2017. Srebrny medalista mistrzostw Afryki w 2015 i brązowy w 2018. Mistrz arabski w 2015 roku.